# Diễn đàn Hợp tác Kinh tế châu Á - Thái Bình Dương
Diễn đàn Hợp tác Kinh tế châu Á – Thái Bình Dương (tiếng Anh: Asia-Pacific Economic Cooperation, viết tắt là APEC) là diễn đàn của 21 nền kinh tế thành viên vành đai Thái Bình Dương với mục tiêu tăng cường mối quan hệ về kinh tế và chính trị.
APEC được thành lập vào năm 1989 để đáp ứng sự phụ thuộc lẫn nhau ngày càng tăng của các nền kinh tế châu Á – Thái Bình Dương và sự xuất hiện của khối thương mại khu vực ở các nơi khác trên thế giới; để xoa dịu nỗi sợ hãi về một Nhật Bản với kinh tế công nghiệp hóa cao (một thành viên của G8) sẽ thống trị hoạt động kinh tế ở khu vực châu Á – Thái Bình Dương; và để thiết lập thị trường mới cho các sản phẩm nông nghiệp và nguyên liệu ngoài châu Âu.
Diễn đàn tổ chức các kỳ họp thường niên lần lượt tại mỗi quốc gia thành viên, với người đứng đầu chính phủ mỗi quốc gia thành viên (ngoại trừ Đài Loan, do sức ép của Trung Quốc, chỉ đại diện với một thành viên ngang cấp Bộ trưởng với tư cách là lãnh đạo nền kinh tế dưới tên gọi Trung Hoa Đài Bắc). Kỳ họp cấp cao nhất này được gọi là "Hội nghị các nhà lãnh đạo kinh tế APEC" (tiếng Anh: APEC Economic Leaders' Meeting), báo chí Việt Nam cũng thường gọi là "Hội nghị cấp cao APEC", được tổ chức lần lượt tại mỗi nền kinh tế thành viên APEC. Từ năm 1991, khi cả Trung Quốc, Đài Loan đều trở thành thành viên APEC, cụm từ "các nền kinh tế" được dùng để chỉ các nước thành viên thay vì sử dụng cụm từ "quốc gia", cũng như không gọi kỳ họp cấp cao là "Hội nghị thượng đỉnh", vì nó thường dùng để chỉ một cuộc họp của các nguyên thủ quốc gia. Điều này nhằm tránh các vấn đề xung đột chính trị từ các quốc gia và vùng lãnh thổ hiện tranh chấp như Trung Quốc, Đài Loan, Hồng Kông. Trong hầu hết (nhưng không phải tất cả) các hội nghị cấp cao, các nhà lãnh đạo tham dự phải mặc quốc phục của nước chủ nhà.
APEC có ba quan sát viên chính thức: Ban Thư ký Hiệp hội các nước Đông Nam Á, Hội đồng Hợp tác Kinh tế Thái Bình Dương và Ban Thư ký Diễn đàn các Đảo Thái Bình Dương. Nước chủ nhà của năm APEC thường được mời tham dự cuộc họp G20 với tư cách đại diện khu vực theo hướng dẫn của G20.

## Cơ cấu tổ chức
1. Cấp chính sách
  - Hội nghị không chính thức các nhà Lãnh đạo Kinh tế APEC (AELM)
  - Hội nghị liên Bộ trưởng Ngoại giao – Kinh tế APEC
2. Cấp làm việc
  - Hội nghị các Quan chức Cao cấp (SOM)
  - Ủy ban Thương mại và Đầu tư (CTI) (1993)
  - Ủy ban Ngân sách và Quản lý (BMC) (1993)
  - Ủy ban Kinh tế (EC) (1994)
  - Ủy ban SOM về Hợp tác Kinh tế – Kĩ thuật (ESC) (1998)
  - 11 nhóm công tác về: Kỹ thuật Nông nghiệp, Năng lượng, Nghề cá, Phát triển Nguồn nhân lực, Khoa học và công nghệ, Bảo vệ tài nguyên biển, Doanh nghiệp vừa và nhỏ, Thông tin và Viễn thông, Du lịch, Xúc tiến thương mại, Vận tải.
  - 3 nhóm đặc trách của SOM về:
    - Thương mại điện tử (Electronic Commerce Steering Group) (1999)
    - Mạng các điểm liên hệ về giới (Gender Focal-Points Network) (2003)
    - Chống khủng bố (Counter-Terrorism Task Force) (2003)
3. Ban Thư ký APEC (trụ sở ở Singapore) (1992)

## Lịch sử

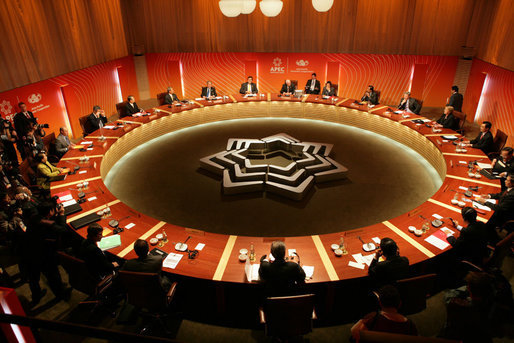
Họp lãnh đạo APEC

Tháng 1 năm 1989, Thủ tướng Úc Bob Hawke đưa ra lời kêu gọi kiến tạo một sự hợp tác kinh tế hữu hiệu hơn cho toàn vùng châu Á -Thái Bình Dương. Kết quả của lời kêu gọi này là Hội nghị đầu tiên của APEC tổ chức tại Canberra, Úc vào tháng 10, Hội nghị đặt dưới quyền chủ tọa của bộ trưởng ngoại giao Úc, Gareth Evans. Với sự tham dự của các bộ trưởng đến từ 12 quốc gia, Hội nghị kết thúc với lời cam kết sẽ tổ chức Hội nghị hàng năm tại Singapore và Hàn Quốc.
Hội nghị Các nhà lãnh đạo APEC được tổ chức lần đầu vào năm 1993 khi Tổng thống Hoa Kỳ Bill Clinton nhận ra rằng ông có thể sử dụng Hội nghị cấp cao này như một công cụ hữu hiệu giúp đem vòng đàm phán Uruguay (của WTO), lúc ấy đang lạc hướng, trở lại với lộ trình ban đầu. Tổng thống quyết định mời các nhà lãnh đạo những nền kinh tế thành viên đến tham dự Hội nghị tại đảo Blake, tiểu bang Washington. Tại đây, các nhà lãnh đạo kêu gọi tiếp tục tháo gỡ những rào cản thương mại và đầu tư, với viễn kiến về một "cộng đồng châu Á-Thái Bình Dương" sẽ tiến đến thịnh vượng thông qua hợp tác. Trụ sở của APEC được đặt tại Singapore.
Năm 1994, Bản dự thảo "Mục tiêu Bogor" của APEC được chuẩn thuận bởi Hội nghị các nhà lãnh đạo APEC tại Bogor nhắm vào mục tiêu mở rộng và tự do hóa các lãnh vực thương mại và đầu tư bằng cách giảm thiểu rào cản thuế quan trong khu vực châu Á – Thái Bình Dương đến mức ở giữa số không và năm phần trăm vào khoảng năm 2010 tại các nước đã công nghiệp hóa và năm 2020 tại các nước đang phát triển.
Năm 1995, APEC thiết lập một cơ quan tư vấn doanh nghiệp gọi là Hội đồng Tư vấn Doanh nghiệp APEC (ABAC) với thành phần nhân sự là các nhà lãnh đạo doanh nghiệp đến từ các nền kinh tế thành viên (mỗi nước cử ba người).
Năm 1997 khi Hội nghị các nhà lãnh đạo APEC họp ở Vancouver, Canada, một cuộc tranh luận gay gắt đã nổ ra khi các nhà chính trị đã yêu cầu lực lượng Cảnh sát Hoàng gia Canada (Royal Canadian Mounted Police, RCMP) sử dụng hơi cay chống lại những người biểu tình bất bạo động. Đoàn biểu tình phản đối sự hiện diện của một số nhà độc tài như tổng thống Suharto của Indonesia.
APEC đã đẩy mạnh vòng đàm phán thương mại mới và ủng hộ chương trình hỗ trợ kiến tạo năng lực thương mại tại Hội nghị các nhà lãnh đạo năm 2001 tại Thượng Hải, dẫn đến sự khởi đầu thành công của Nghị trình Phát triển Doha một vài tuần sau đó. Các nhà lãnh đạo cũng ủng hộ "Thỏa hiệp Thượng Hải" do Hoa Kỳ đề xuất, nhấn mạnh đến việc thực thi những cam kết của APEC nhằm mở cửa thị trường, cải cách cơ chế và xây dựng năng lực. Như là một phần của thoả hiệp, các nhà lãnh đạo cũng cam kết phát triển và thực thi những tiêu chuẩn về tính minh bạch (transperancy) của APEC, cắt giảm chi phí giao dịch thương mại trong khu vực châu Á – Thái Bình Dương khoảng 5% trong vòng 5 năm, và theo đuổi chính sách tự do mậu dịch liên quan đến các sản phẩm kỹ thuật và dịch vụ.

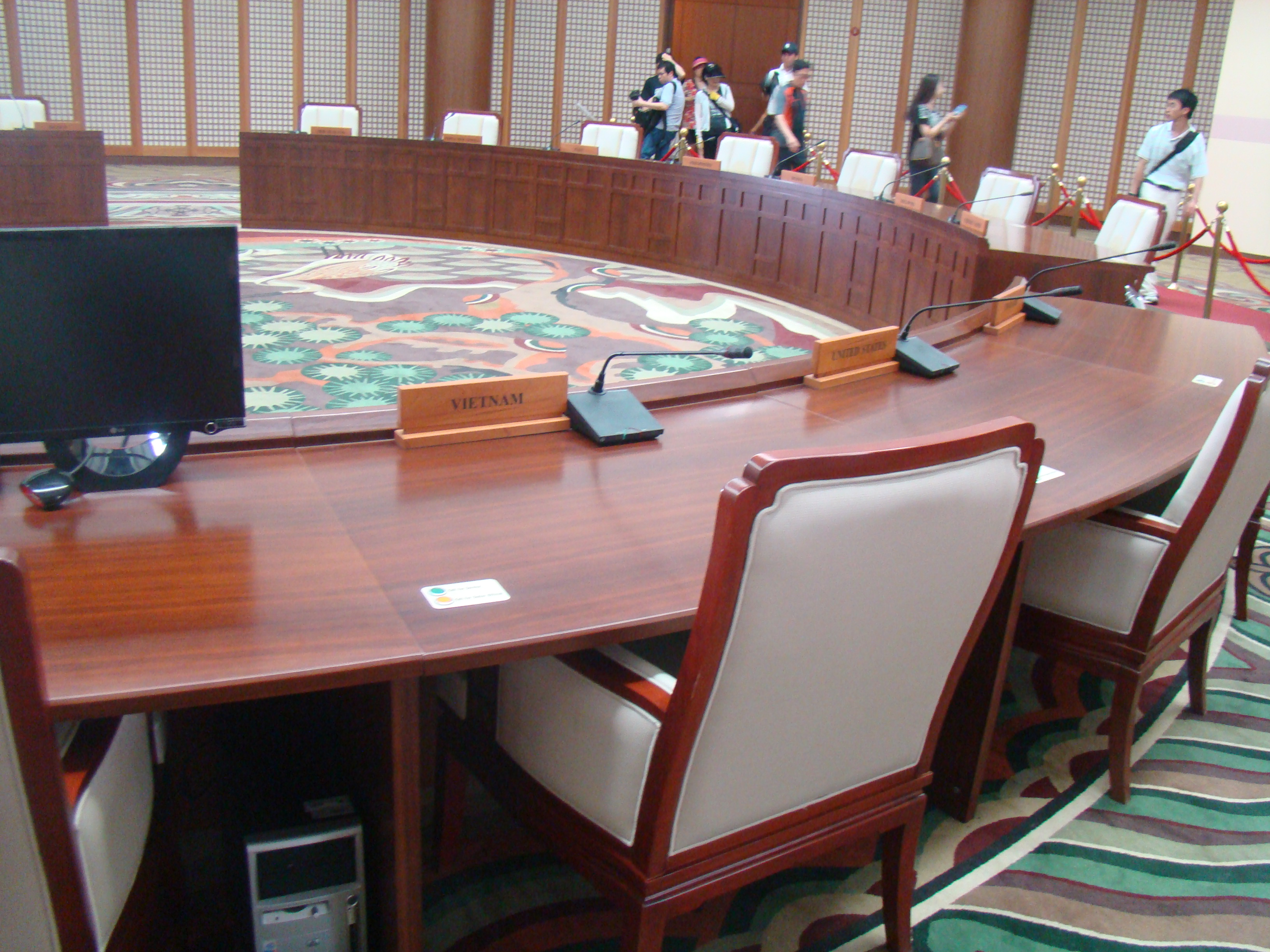
Ghế của Chủ tịch nước Nguyễn Minh Triết tại Trung tâm hội nghị Quốc tế, Busan, Hội nghị APEC lần thứ 13

Thủ lĩnh nhóm Hồi giáo cực đoan Jemaah Islamiah, Hambali, âm mưu tấn công Hội nghị cấp cao APEC họp vào tháng 10 năm 2003 tại Bangkok. Hambali bị cảnh sát Thái bắt giữ ở thành phố Ayutthaya gần Bangkok ngày 11 tháng 8 năm 2003, trước khi người này có thể hoàn tất kế hoạch tấn công của mình.
Năm 2004, Chile là quốc gia đầu tiên tại Nam Mỹ đứng ra tổ chức Hội nghị các nhà lãnh đạo APEC. Nghị trình năm 2004 của APEC tập chú vào các vấn đề khủng bố và thương mại, phát triển doanh nghiệp vừa và nhỏ và chuẩn bị cho Thỏa ước Tự do Mậu dịch và Thỏa ước Thương mại Khu vực.
Năm 2005, Hội nghị tổ chức vào tháng 11 tại Busan, Hàn Quốc, tập chú vào vòng đàm phán thương mại Doha dự định được đem ra thảo luận tại Hội nghị bộ trưởng WTO họp tại Hồng Kông vào tháng 12 trong năm. Trước đó, các cuộc thương thảo đã được tổ chức tại Paris giữa các quốc gia thành viên WTO, trong đó có Hoa Kỳ và Liên minh châu Âu (EU), đặt trọng tâm vào việc cắt giảm hàng rào thương mại nông nghiệp. EU phản đối các cắt giảm về thuế quan nông nghiệp vì nguy cơ làm tan rã tiến trình đàm phán, trong khi APEC cố gắng thuyết phục EU đồng ý cắt giảm phụ cấp nông nghiệp. Bên ngoài, các cuộc tụ họp phản kháng cách ôn hòa chống APEC diễn ra ở Busan nhưng không ảnh hưởng gì đến chương trình làm việc của APEC. Và tháng 11 năm 2017 Hội nghị cấp cao APEC được long trọng tổ chức tại Đà Nẵng, Việt Nam.

## Các nền kinh tế thành viên

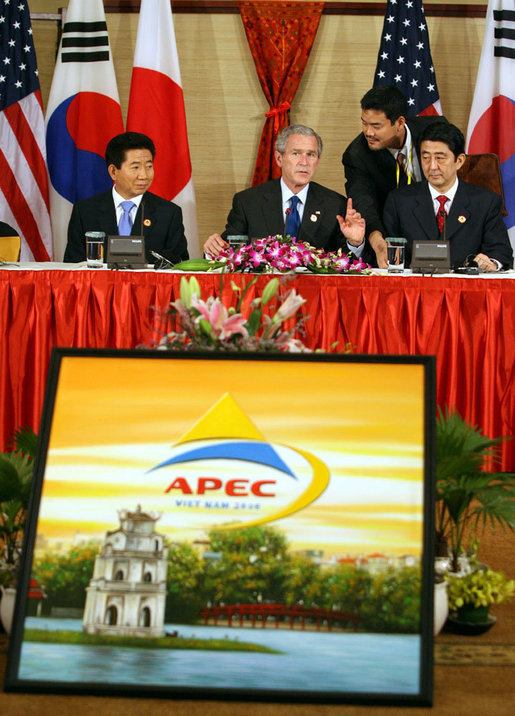
Cựu tổng thống Hàn Quốc Roh Moo-hyun cùng với cựu thủ tướng Nhật Bản Shinzo Abe và cựu tổng thống Mỹ George W. Bush tại APEC 2006 tại Hà Nội, Việt Nam.

Cho đến nay, hầu hết các nước nằm bên bờ Thái Bình Dương đều gia nhập tổ chức này, ngoại trừ:
- Colombia và Ecuador thuộc khu vực Nam Mỹ;
- Guatemala, Salvador, Nicaragua, Honduras, Costa Rica và Panama thuộc khu vực Trung Mỹ;
- Campuchia, Bắc Triều Tiên và Đông Timor ở châu Á;
- Các đảo quốc Thái Bình Dương Fiji, Tonga và Samoa.

Đảo Guam tích cực đòi hỏi một vị trí thành viên riêng biệt, dẫn chứng các trường hợp của Hồng Kông và Đài Loan, nhưng bị Hoa Kỳ bác bỏ vì nước này đến nay vẫn là đại diện chính thức cho Guam.

## Hội nghị các nhà lãnh đạo kinh tế APEC thường niên

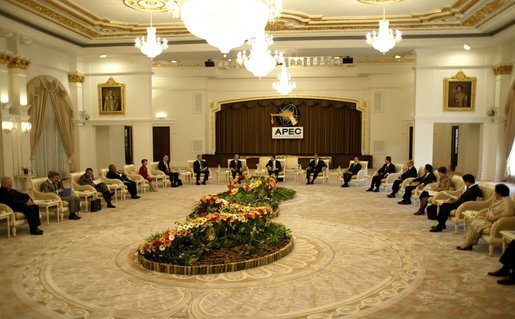
Hội nghị APEC 2003, Bangkok, Thái Lan

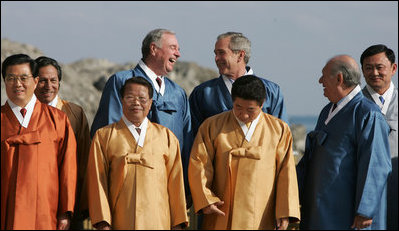
Hội nghị APEC 2005, Busan, Hàn Quốc

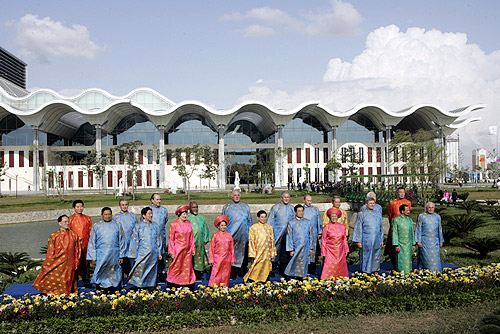
Hội nghị APEC 2006, Hà Nội, Việt Nam

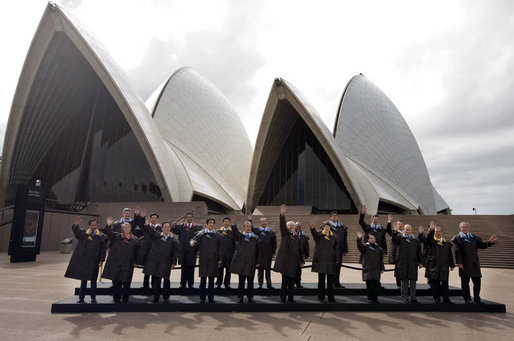
Hội nghị APEC 2007, Sydney, Úc

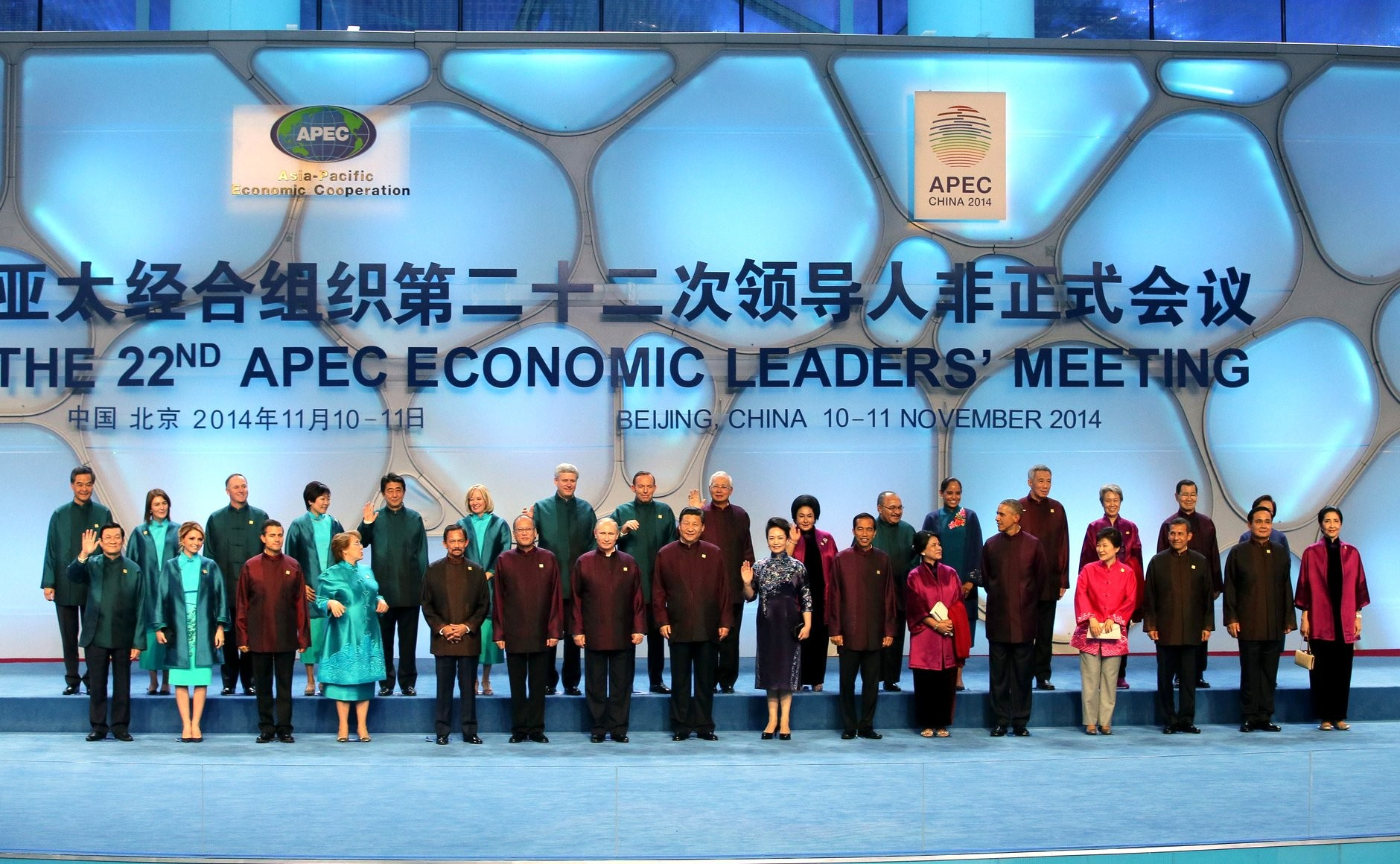
Hội nghị APEC 2014, Bắc Kinh, Trung Quốc

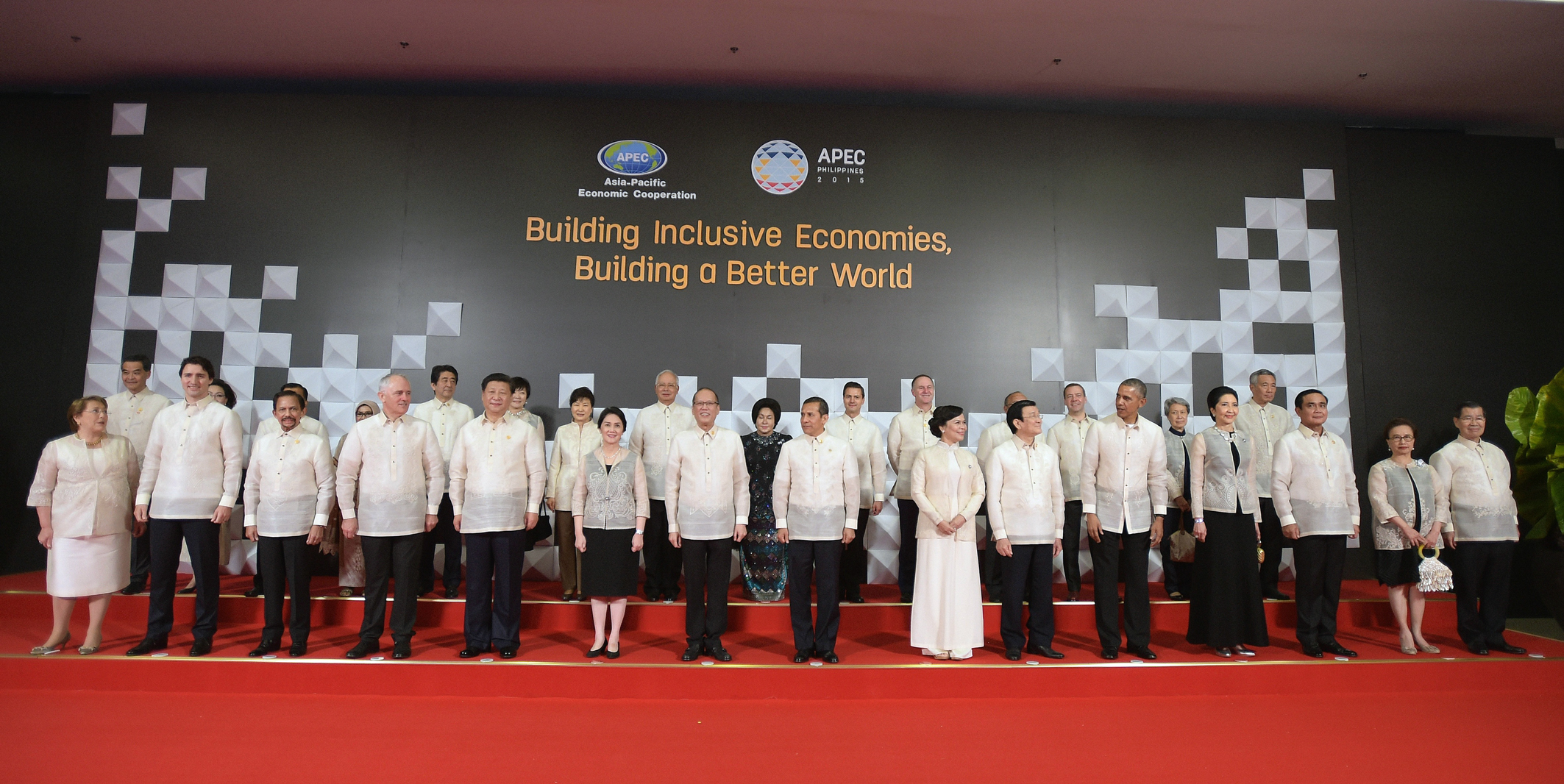
Hội nghị APEC 2015, Manila,Philippines

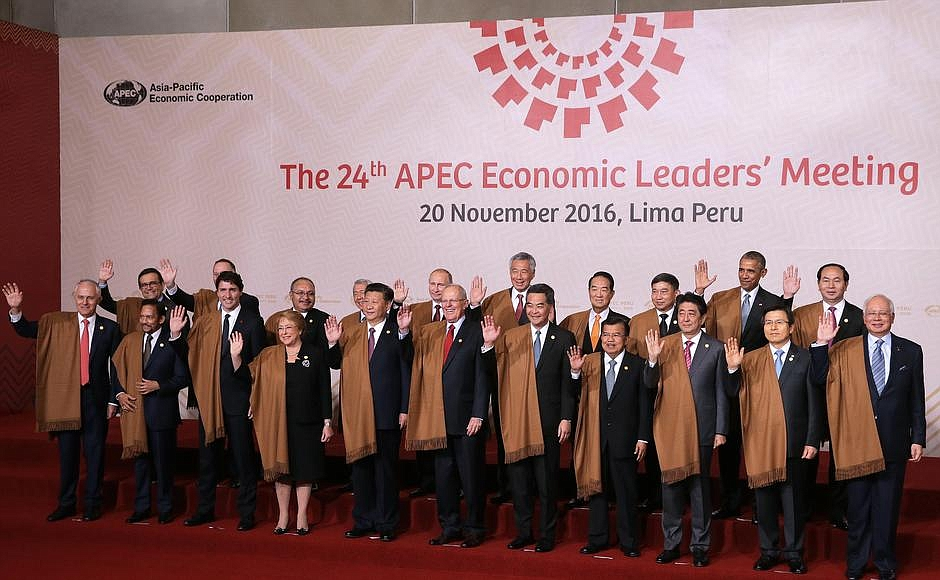
Hội nghị APEC 2016, Lima, Peru

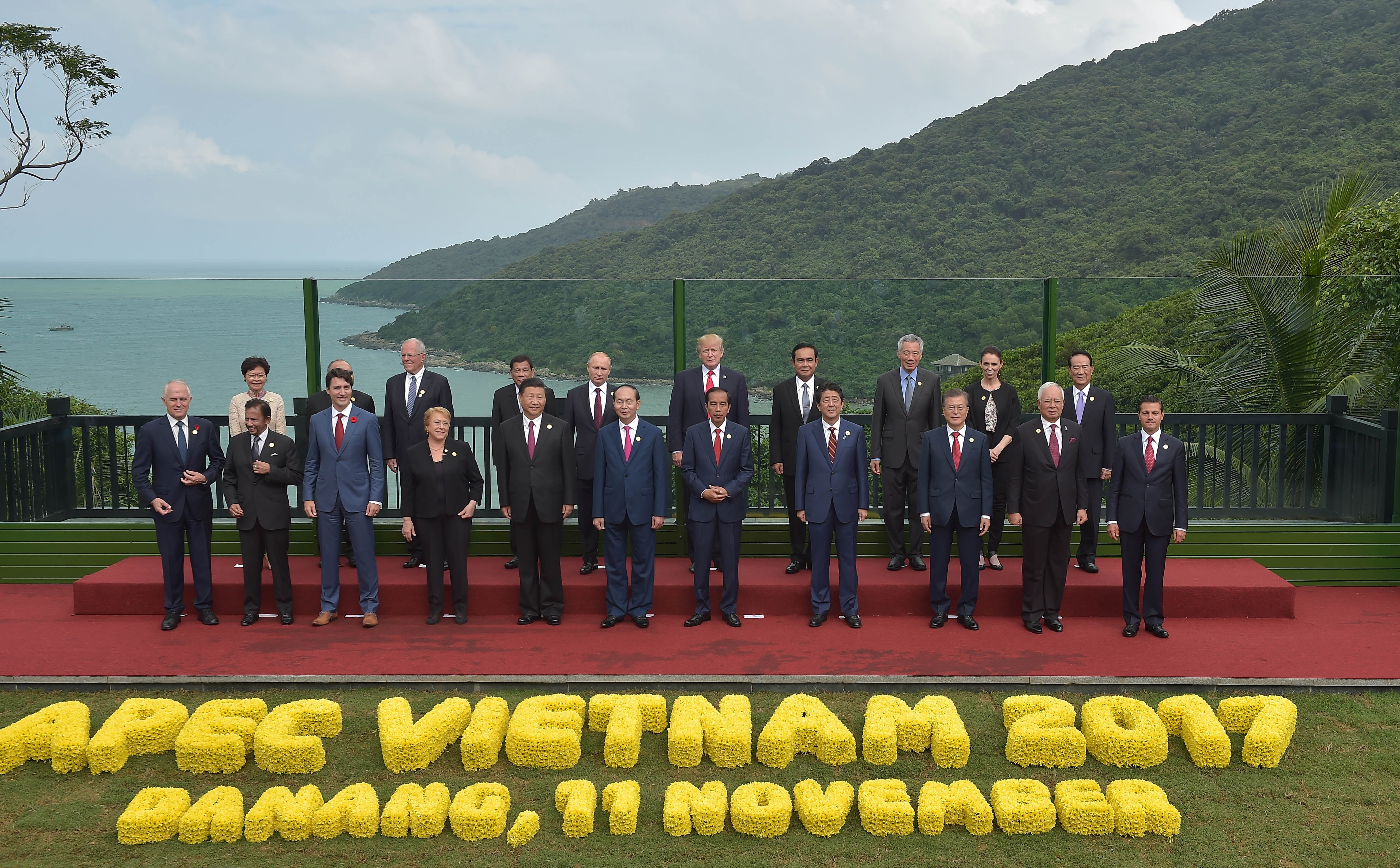
Hội nghị APEC 2017, Đà Nẵng, Việt Nam

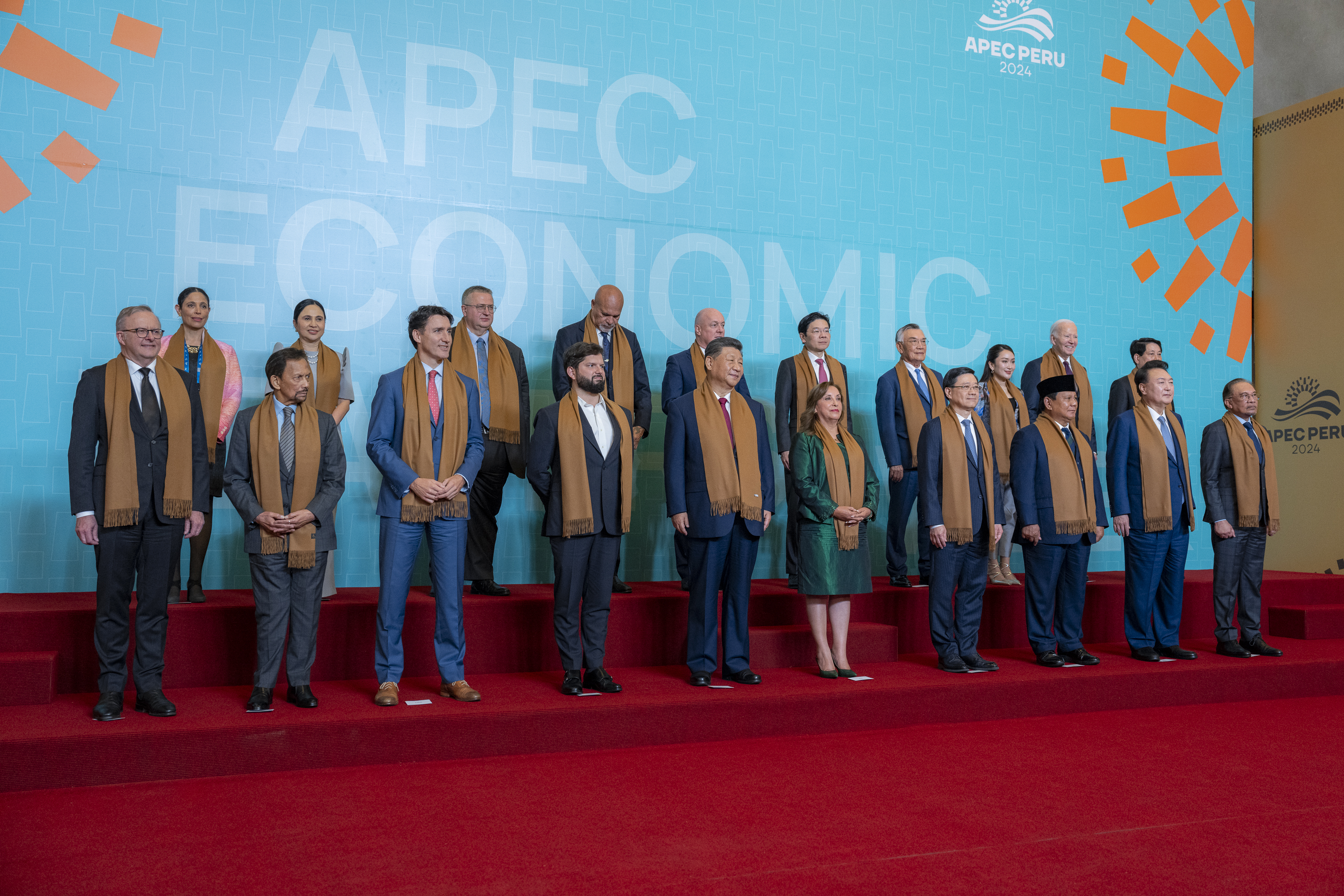
Hội nghị APEC 2024, Lima, Peru

| Năm  | # | Thời gian        | Quốc gia  | Thành phố | Nguyên thủ                  |
| ---- | - | ---------------- | --------- | --------- | --------------------------- |
| 1989 | 1 | 6 – 7 tháng 11   | Úc        | Canberra  | Thủ tướng Bob Hawke         |
| 1990 | 2 | 29 – 31 tháng 7  | Singapore | Singapore | Thủ tướng Lý Quang Diệu     |
| 1991 | 3 | 12 – 14 tháng 11 | Hàn Quốc  | Seoul     | Tổng thống Roh Tae-woo      |
| 1992 | 4 | 10 – 11 tháng 9  | Thái Lan  | Bangkok   | Thủ tướng Anand Panyarachun |

| Năm  | #              | Thời gian                  | Quốc gia         | Thành phố                              | Web site                                                              |
| ---- | -------------- | -------------------------- | ---------------- | -------------------------------------- | --------------------------------------------------------------------- |
| 1993 | 1              | 19 – 20 tháng 11           | Hoa Kỳ           | Seattle                                |                                                                       |
| 1994 | 2              | 15 – 16 tháng 11           | Indonesia        | Bogor                                  |                                                                       |
| 1995 | 3              | 18 – 19 tháng 11           | Nhật Bản         | Osaka                                  |                                                                       |
| 1996 | 4              | 24 – 25 tháng 11           | Philippines      | Subic                                  |                                                                       |
| 1997 | 5              | 24 – 25 tháng 11           | Canada           | Vancouver                              |                                                                       |
| 1998 | 6              | 17 – 18 tháng 11           | Malaysia         | Kuala Lumpur                           |                                                                       |
| 1999 | 7              | 12 – 13 tháng 9            | New Zealand      | Auckland                               |                                                                       |
| 2000 | 8              | 15 – 16 tháng 11           | Brunei           | Bandar Seri Begawan                    | Lưu trữ ngày 14 tháng 3 năm 2003 tại Library of Congress Web Archives |
| 2001 | 9              | 20 – 21 tháng 10           | Trung Quốc       | Thượng Hải                             |                                                                       |
| 2002 | 10             | 26 – 27 tháng 10           | México           | Los Cabos                              |                                                                       |
| 2003 | 11             | 20 – 21 tháng 10           | Thái Lan         | Bangkok                                |                                                                       |
| 2004 | 12             | 20 – 21 tháng 11           | Chile            | Santiago                               |                                                                       |
| 2005 | 13             | 18 – 19 tháng 11           | Hàn Quốc         | Busan                                  |                                                                       |
| 2006 | 14             | 18 – 19 tháng 11           | Việt Nam         | Hà Nội                                 | Lưu trữ ngày 25 tháng 2 năm 2006 tại Wayback Machine                  |
| 2007 | 15             | 8 – 9 tháng 9              | Úc               | Sydney                                 | Lưu trữ ngày 19 tháng 11 năm 2010 tại Wayback Machine                 |
| 2008 | 16             | 22 – 23 tháng 11           | Perú             | Lima                                   | Lưu trữ ngày 13 tháng 10 năm 2007 tại Wayback Machine                 |
| 2009 | 17             | 14 – 15 tháng 11           | Singapore        | Singapore                              | Lưu trữ ngày 9 tháng 4 năm 2011 tại Wayback Machine                   |
| 2010 | 18             | 13 – 14 tháng 11           | Nhật Bản         | Yokohama                               | [ 10 ]                                                                |
| 2011 | 19             | 12 – 13 tháng 11           | Hoa Kỳ           | Honolulu                               | Lưu trữ ngày 26 tháng 3 năm 2011 tại Wayback Machine                  |
| 2012 | 20             | 9 – 10 tháng 9             | Nga              | Vladivostok                            | Lưu trữ ngày 26 tháng 6 năm 2021 tại Wayback Machine                  |
| 2013 | 21             | 5 – 7 tháng 10             | Indonesia        | Bali                                   | Lưu trữ ngày 11 tháng 10 năm 2013 tại Wayback Machine                 |
| 2014 | 22             | 10 – 11 tháng 11           | Trung Quốc       | Bắc Kinh                               | Lưu trữ ngày 7 tháng 1 năm 2015 tại Wayback Machine                   |
| 2015 | 23             | 18 – 19 tháng 11           | Philippines      | Manila                                 |                                                                       |
| 2016 | 24             | 19 – 20 tháng 11           | Perú             | Lima                                   |                                                                       |
| 2017 | 25             | 10 – 11 tháng 11           | Việt Nam         | Đà Nẵng                                |                                                                       |
| 2018 | 26             | 17 – 18 tháng 11           | Papua New Guinea | Port Moresby                           |                                                                       |
| 2019 | 27 (Bị hủy bỏ) | 16 – 17 tháng 11 (Dự kiến) | Chile            | Santiago                               | [ 11 ]                                                                |
| 2020 | 27             | 20 tháng 11                | Malaysia         | Kuala Lumpur (Được tổ chức trực tuyến) |                                                                       |
| 2021 | 28             | 16 tháng 7 – 12 tháng 11   | New Zealand      | Auckland (Được tổ chức trực tuyến)     |                                                                       |
| 2022 | 29             | 18 – 19 tháng 11           | Thái Lan         | Bangkok                                |                                                                       |
| 2023 | 30             | 15 – 17 tháng 11           | Hoa Kỳ           | San Francisco                          |                                                                       |
| 2024 | 31             | 10 – 16 tháng 11           | Perú             | Lima                                   |                                                                       |
| 2025 | 32             | 31 tháng 10 – 1 tháng 11   | Hàn Quốc         | Gyeongju                               |                                                                       |
| 2026 | 33             |                            | Trung Quốc       |                                        |                                                                       |
| 2027 | 34             |                            | Việt Nam         | Phú Quốc                               |                                                                       |

## Các ý kiến về APEC
APEC đã bị chỉ trích vì thúc đẩy các hiệp định thương mại tự do, trong đó áp đặt những hạn chế đối với luật pháp của quốc gia và địa phương, với việc điều chỉnh và bảo đảm quyền lao động, bảo vệ môi trường và tiếp cận thuốc chữa bệnh an toàn với giá cả hợp lý. Theo tổ chức này, đây là "diễn đàn hàng đầu nhằm thúc đẩy tăng trưởng kinh tế, hợp tác, thương mại và đầu tư ở khu vực Châu Á - Thái Bình Dương" được thành lập để "tăng cường tăng trưởng kinh tế và thịnh vượng cho khu vực và củng cố cộng đồng Châu Á - Thái Bình Dương". Tuy nhiên, vẫn còn tranh cãi về việc thực sự APEC có đạt được bất cứ điều gì mang tính xây dựng hay không, đặc biệt là từ quan điểm của các nước châu Âu không thể tham gia vào APEC và các quốc đảo Thái Bình Dương mà vì lý do nào đó không thể tham gia vào APEC nhưng sẽ phải chịu hậu quả từ các chính sách của APEC.
Vấn đề cốt lõi nằm ở chỗ APEC, như nhiều diễn đàn khác trên thế giới, kể cả Đại hội đồng Liên Hợp Quốc, cũng chỉ là một "Diễn đàn" không hơn không kém. Ở đó ai thích thì nói, ai thích thì nghe, không có một sự chú tâm nào hết và cũng chẳng có dân chủ khi mọi quyền lực sử dụng sức mạnh có tính toàn cầu được giao cho lực lượng giữ gìn hòa binh Liên Hợp Quốc. Lực lượng này chưa tham gia một trận đánh lớn nào nhưng đã có hàng trăm thường vong bởi đạn của cả hai bên. Vì thế mà trên toàn thế giới hiện nay chưa thể có một cơ quan quản lý chung, một sức mạnh quân sự để thực lý công pháp chung nên mọi khuyến nghị của Đại hội đồng Liên Hợp Quốc cũng như các thành viên của nó đều có tỷ lệ thực thi kém cỏi (dưới 10% và đứng ngang hàng với các quốc gia kém phát triển nhất).
APEC 2018 cũng không phải là ngoại lệ về kinh tế. Cuộc chiến thương mại Mỹ-Trung không chỉ gián tiếp gây tổn hại đến khả năng tăng trưởng kinh tế toàn cầu mà còn trực tiếp gây tổn hại đến chính hai đối thủ là Mỹ và Trung Quốc. Ngay cả khi Tổng thống Mỹ Donald Trump nhận ra rằng Mỹ và phương Tây đã "vỗ béo" Trung Quốc trong suốt hơn 30 năm qua thì sự "phản tỉnh" ấy đã là quá muộn. Trung Quốc đã trở thành thế lực kinh tế có tiền măng đứng thứ hai sau Mỹ và hiện vẫn chưa có dấu hiệu ngừng phát triển, bất chấp các đòn trừng phạt, áp thuế... mà Mỹ đã đưa ra.

## Lãnh đạo hiện tại của các nền kinh tế APEC

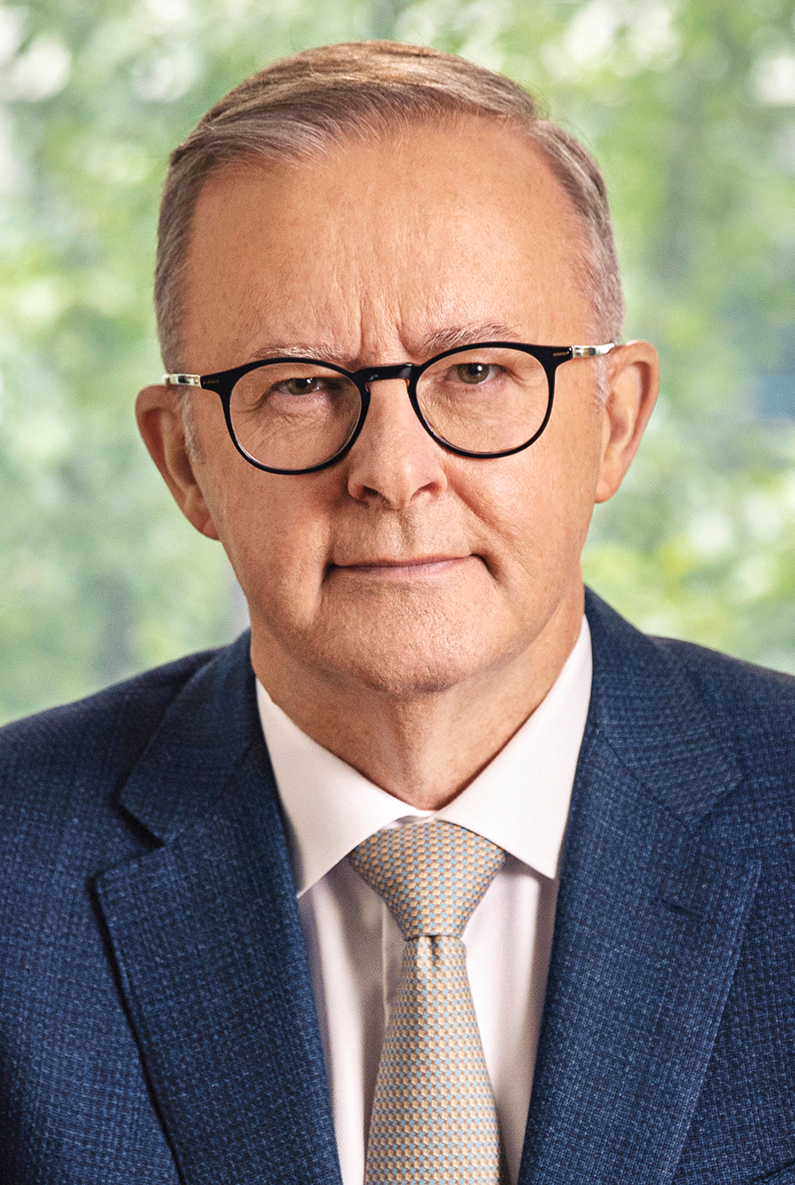
Úc Thủ tướng Anthony Albanese
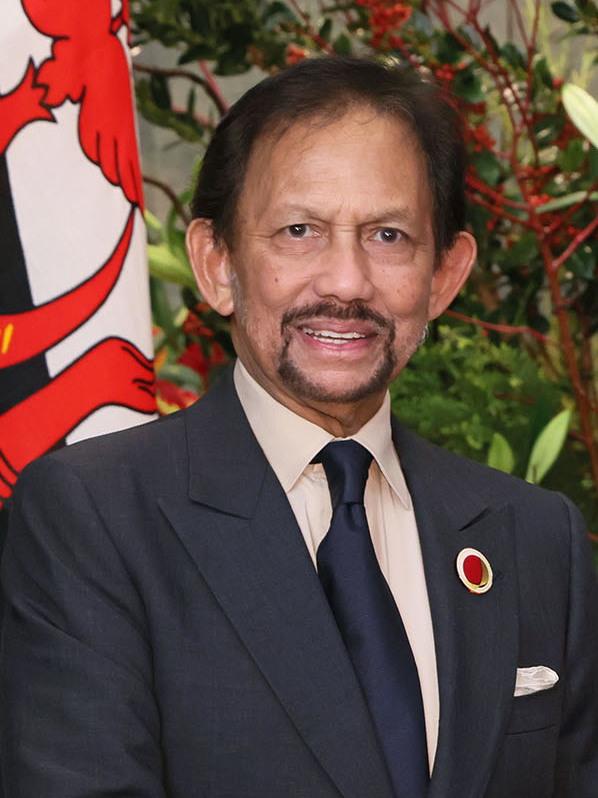
Brunei Vua Hassanal Bolkiah
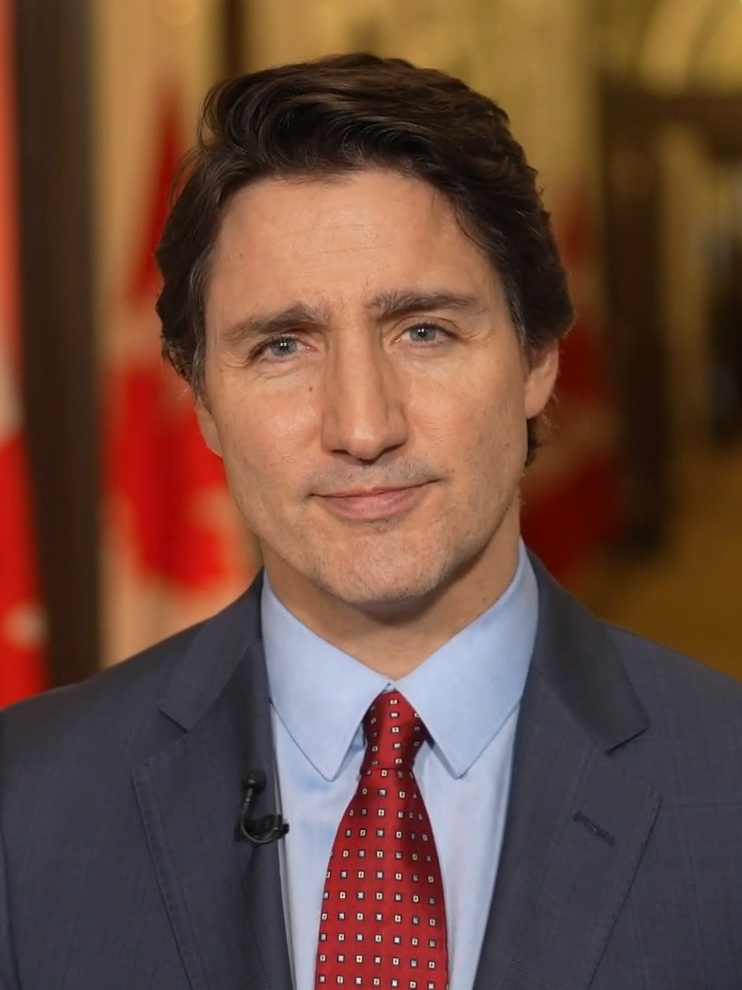
Canada Thủ tướng Justin Trudeau
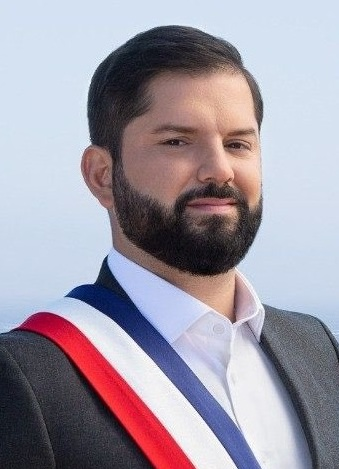
Chile Tổng thống Gabriel Boric
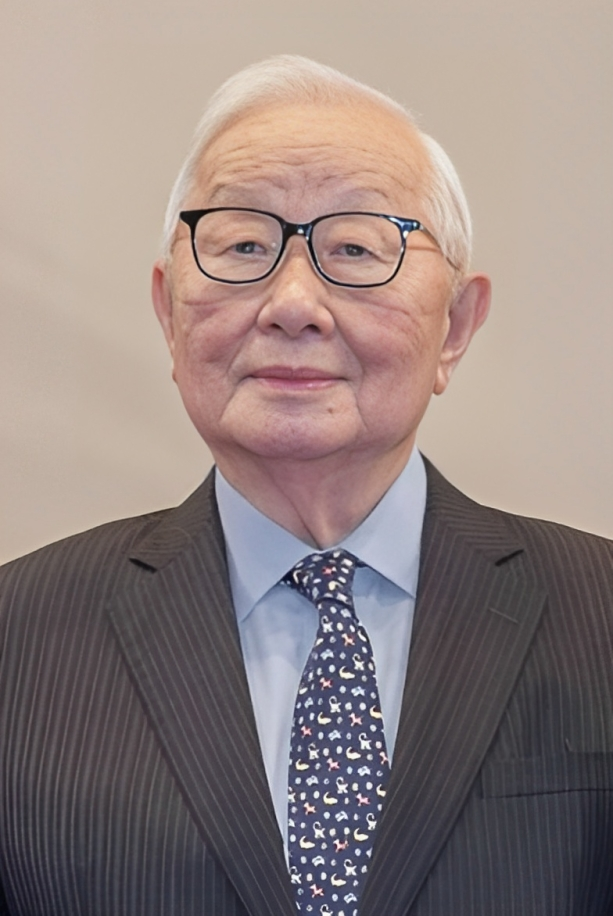
Đài Loan[15] Trưởng đoàn Trương Trung Mưu[15] (đại diện thay Tổng thống Lại Thanh Đức)
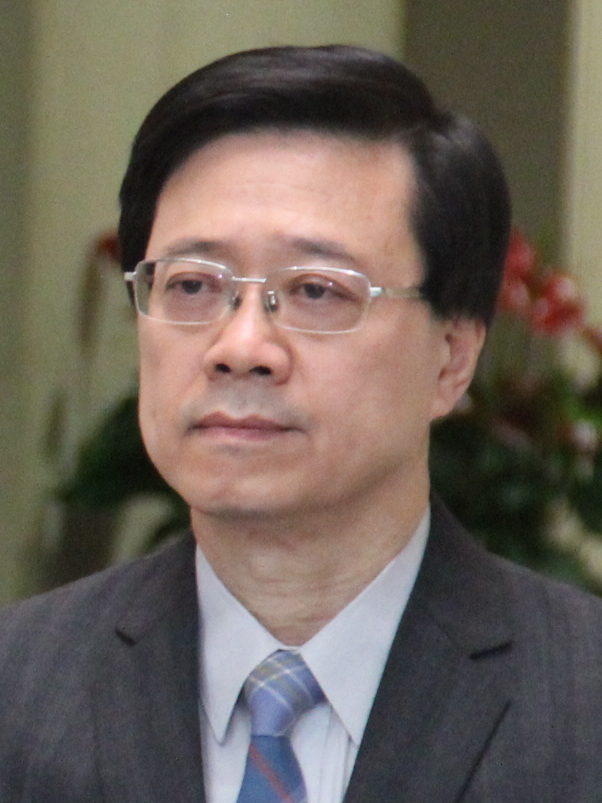
Hồng Kông Đặc khu trưởng Lý Gia Siêu
Indonesia Tổng thống Prabowo Subianto
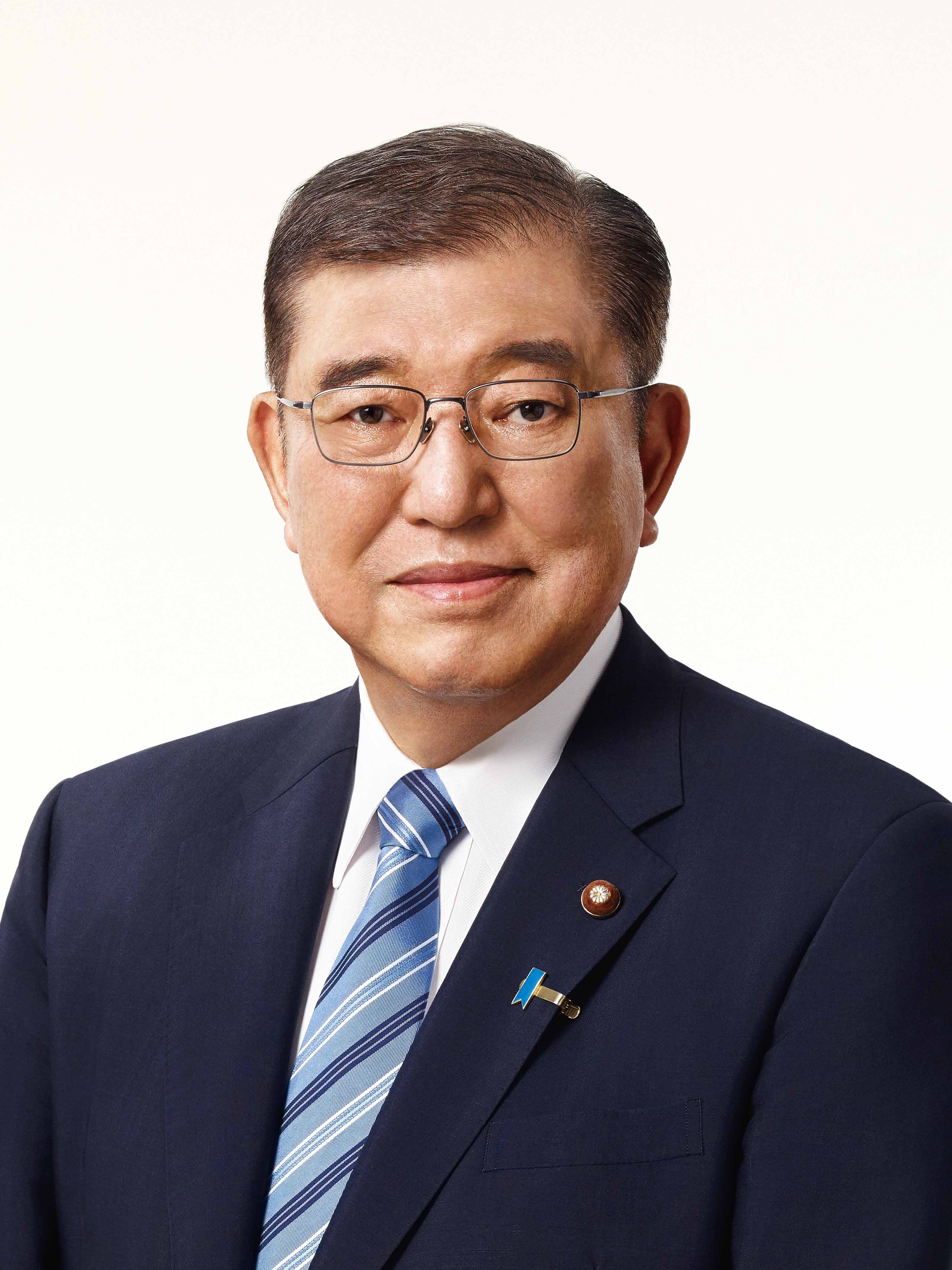
Nhật Bản Thủ tướng Ishiba Shigeru
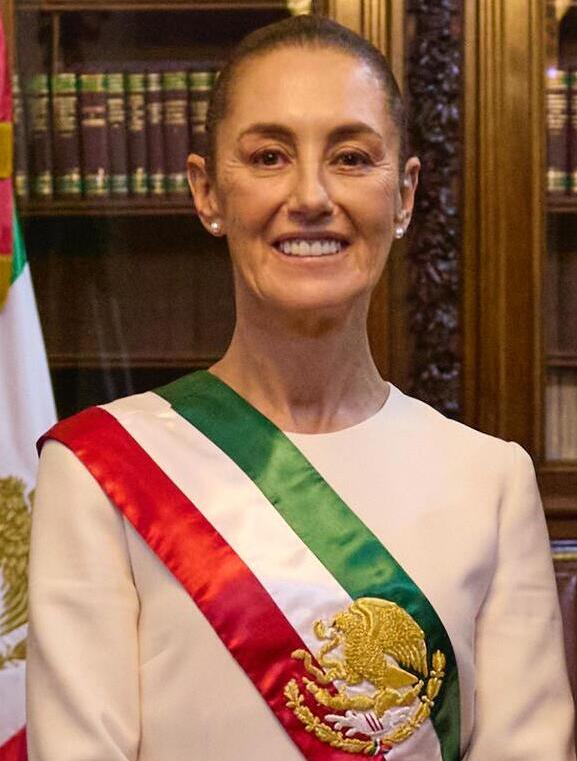
México Tổng thống Claudia Sheinbaum
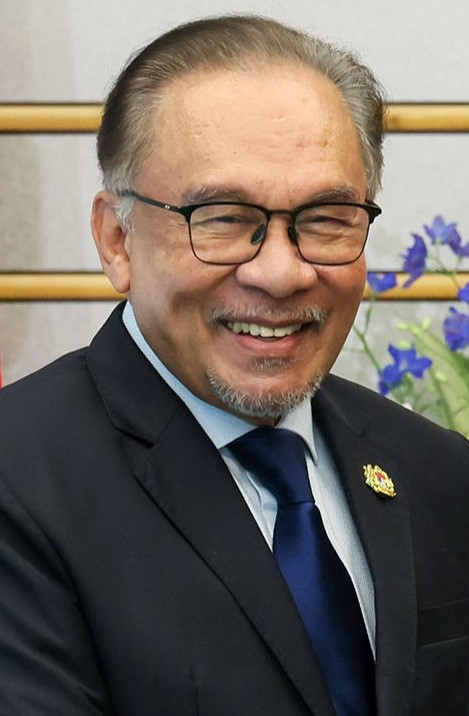
Malaysia Thủ tướng Anwar Ibrahim
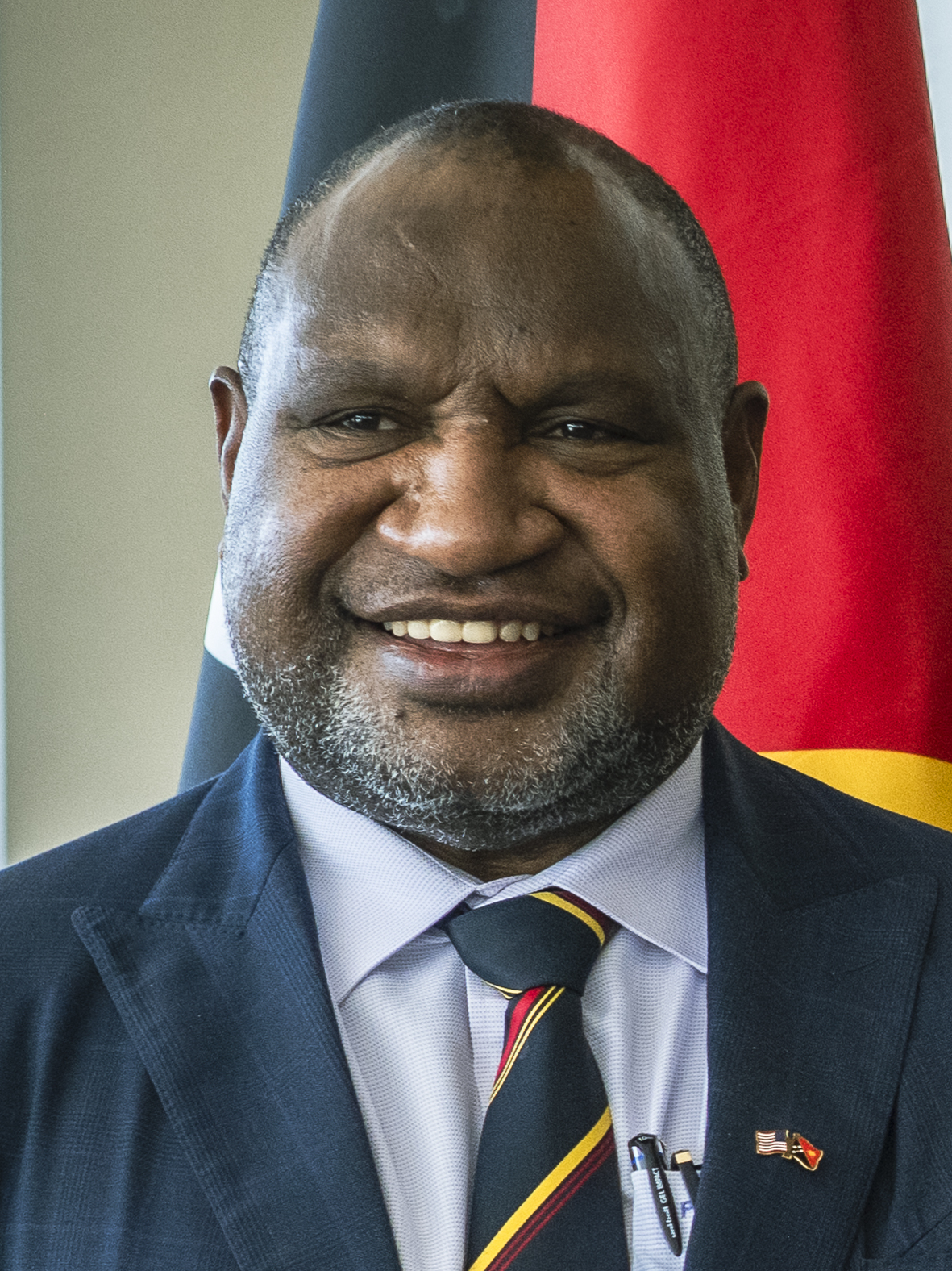
Papua New Guinea Thủ tướng James Marape
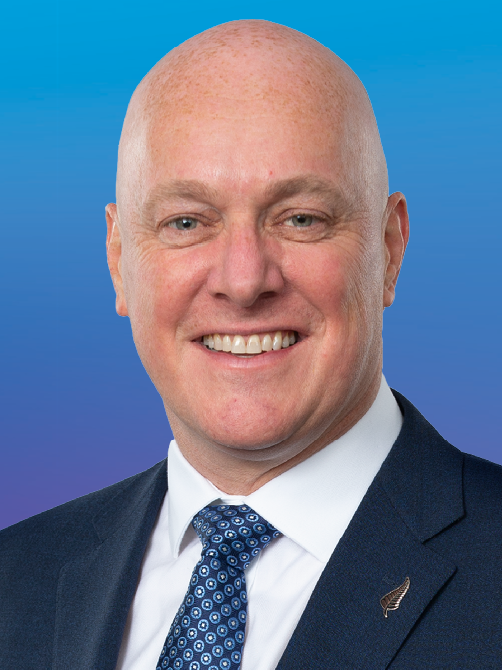
New Zealand Thủ tướng Christopher Luxon
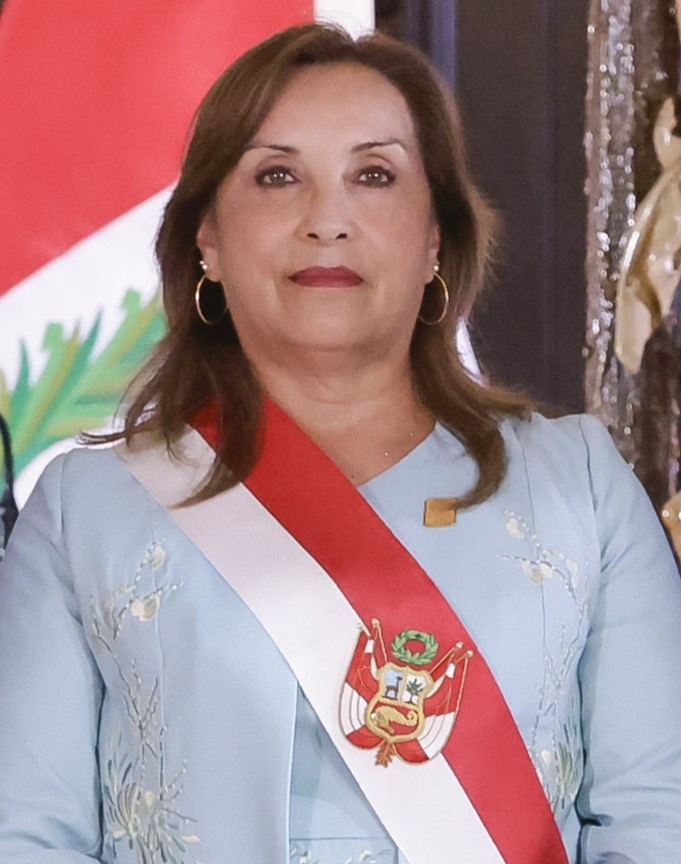
Perú Tổng thống Dina Boluarte
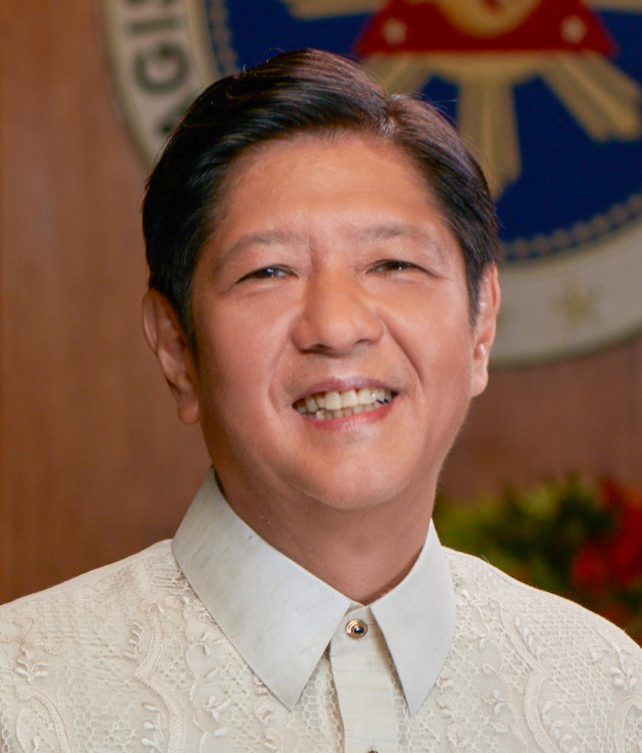
Philippines Tổng thống Bongbong Marcos
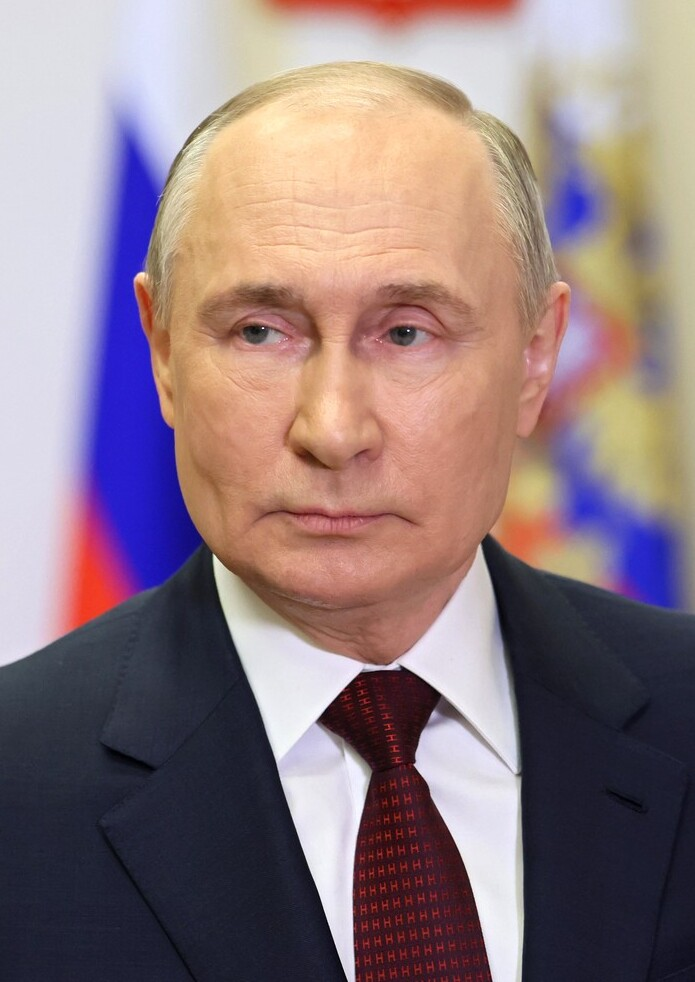
Nga Tổng thống Vladimir Putin
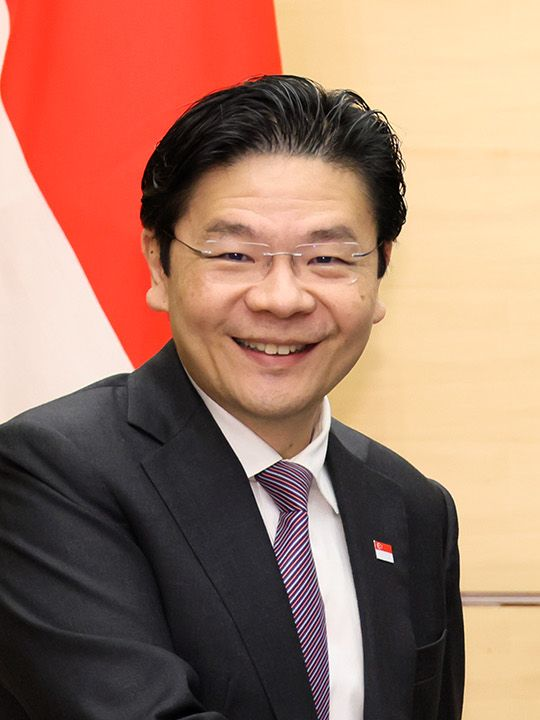
Singapore Thủ tướng Hoàng Tuần Tài
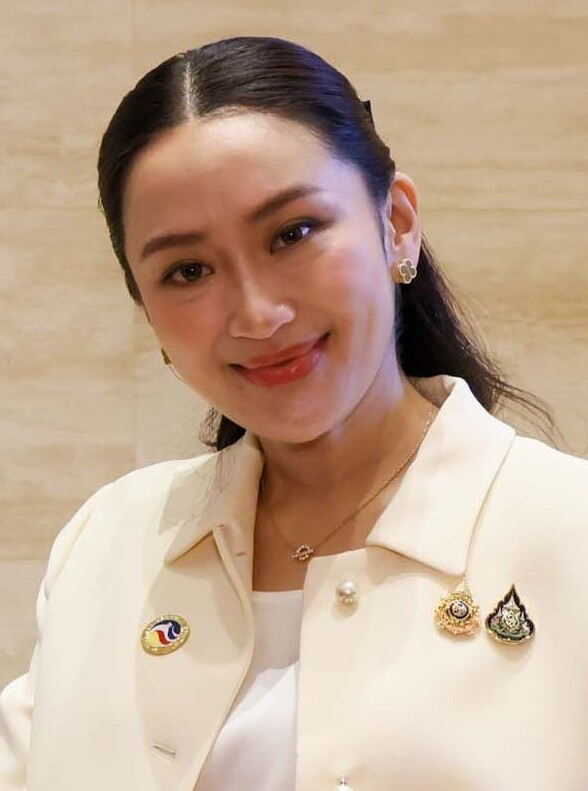
Thái Lan Thủ tướng Paetongtarn Shinawatra
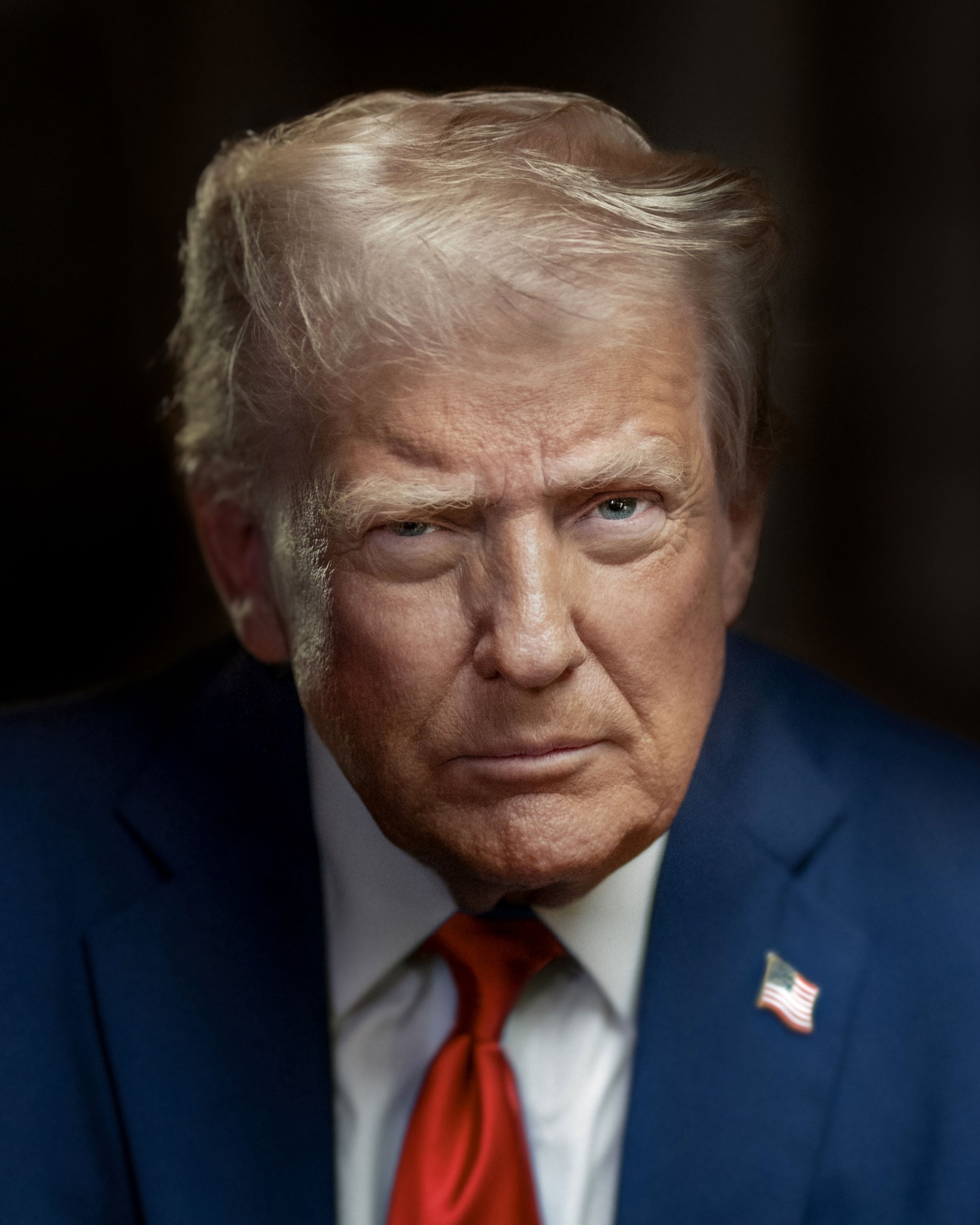
Hoa Kỳ Tổng thống Donald Trump
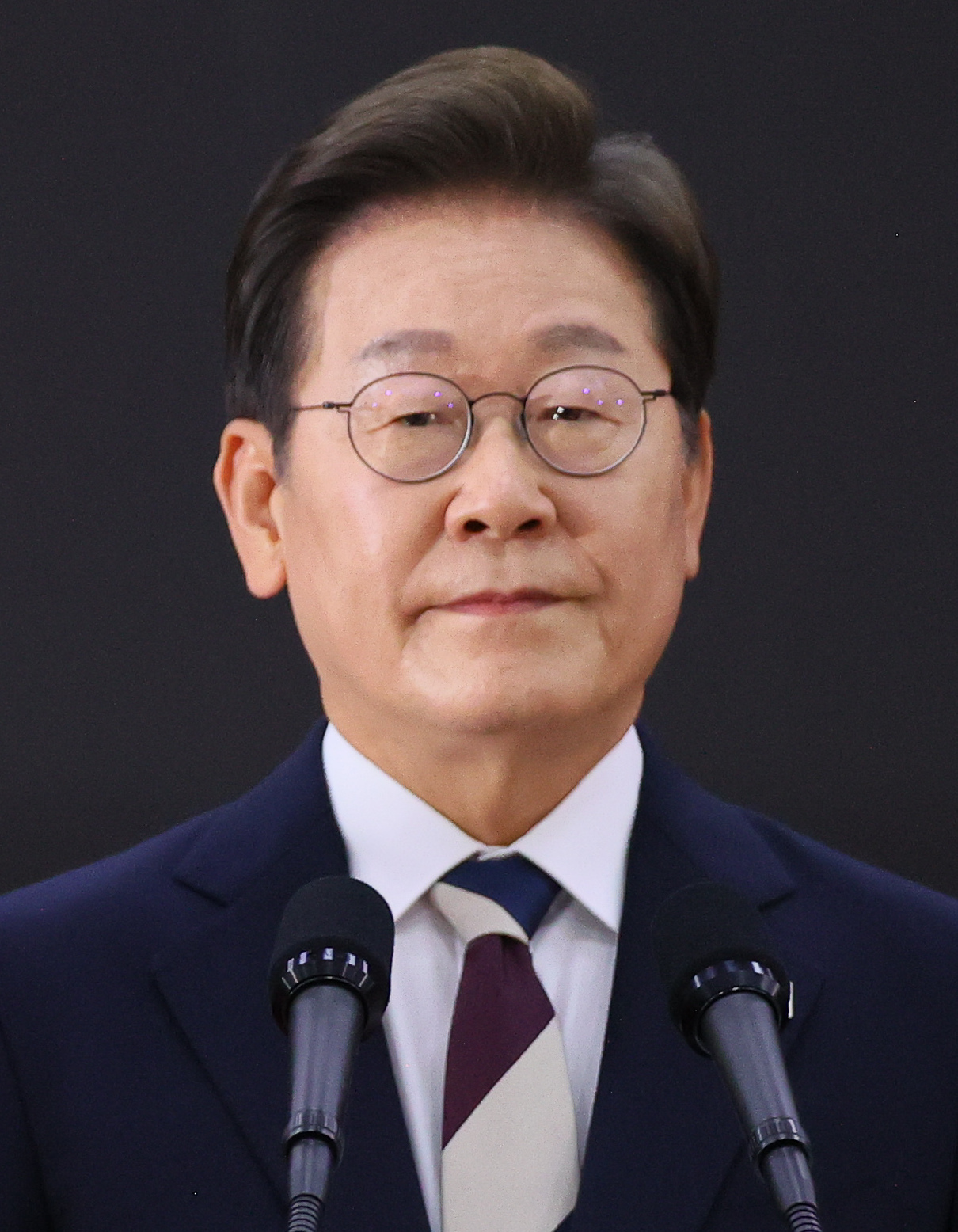
Hàn Quốc Tổng thống Lee Jae-myung
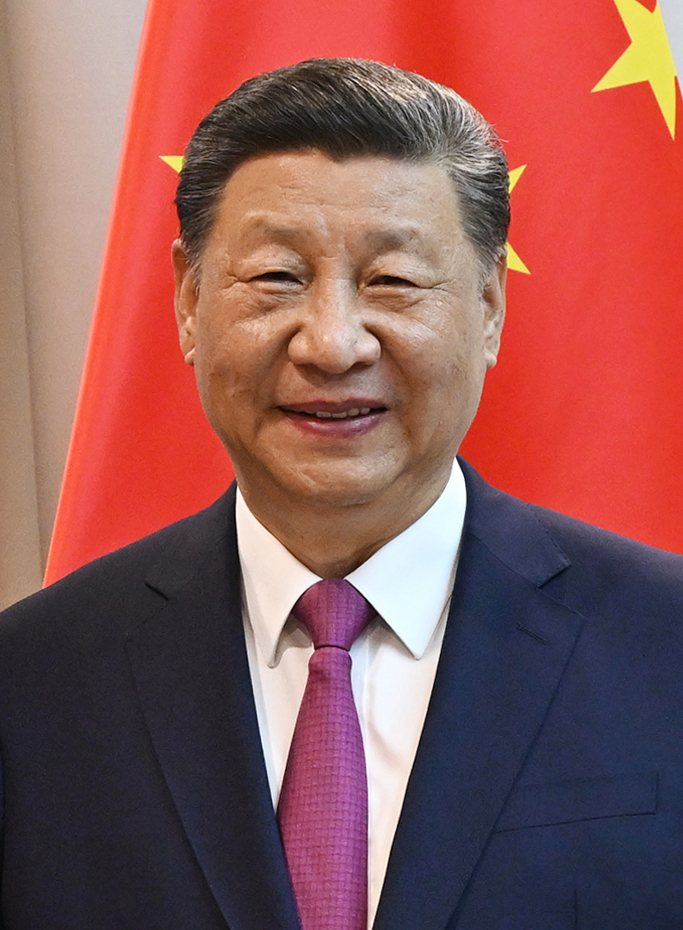
Trung Quốc Chủ tịch nước Tập Cận Bình
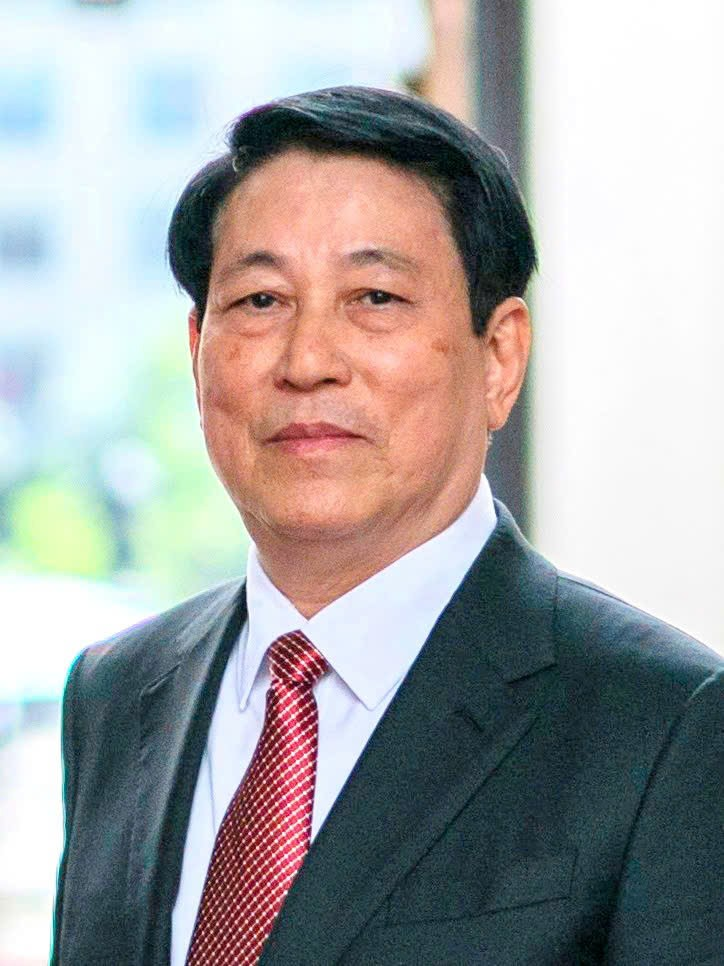
Việt Nam Chủ tịch nước Lương Cường